# Аннандейл (Нью-Джерсі)
Аннандейл (англ. Annandale) — переписна місцевість (CDP) в США, в окрузі Гантердон штату Нью-Джерсі. Населення — 1663 особи (2020).

## Географія
Аннандейл розташований за координатами 40°38′49″ пн. ш. 74°53′17″ зх. д. / 40.64694° пн. ш. 74.88806° зх. д. (40.646838, -74.888177).  За даними Бюро перепису населення США в 2010 році переписна місцевість мала площу 3,76 км², уся площа — суходіл.

## Демографія
Згідно з переписом 2010 року, у переписній місцевості мешкало 1695 осіб у 658 домогосподарствах у складі 455 родин. Густота населення становила 451 особа/км².  Було 692 помешкання (184/км²).
Расовий склад населення:
| - 86,6 % — білих - 7,3 % — азіатів - 2,5 % — чорних або афроамериканців - 0,4 % — корінних американців |

До двох чи більше рас належало 2,5 %. Частка іспаномовних становила 4,7 % від усіх жителів.
За віковим діапазоном населення розподілялося таким чином: 27,7 % — особи молодші 18 років, 64,2 % — особи у віці 18—64 років, 8,1 % — особи у віці 65 років та старші. Медіана віку мешканця становила 39,1 року. На 100 осіб жіночої статі у переписній місцевості припадало 92,2 чоловіків;  на 100 жінок у віці від 18 років та старших — 94,3 чоловіків також старших 18 років.
Середній дохід на одне домашнє господарство  становив 128 197 доларів США (медіана — 112 750), а середній дохід на одну сім'ю — 141 642 долари (медіана — 114 500). За межею бідності перебувало 3,6 % осіб, у тому числі 0,0 % дітей у віці до 18 років та 10,2 % осіб у віці 65 років та старших.
Цивільне працевлаштоване населення становило 822 особи. Основні галузі зайнятості: науковці, спеціалісти, менеджери — 17,0 %, освіта, охорона здоров'я та соціальна допомога — 15,6 %, виробництво — 11,2 %, мистецтво, розваги та відпочинок — 11,1 %.